# Knema alvarezii
Knema alvarezii är en tvåhjärtbladig växtart som beskrevs av Elmer Drew Merrill. Knema alvarezii ingår i släktet Knema och familjen Myristicaceae. Inga underarter finns listade i Catalogue of Life.